# Normas de Información Financiera (NIF) Serie A
Las Normas de Información Financiera (NIF) son un conjunto de conceptos generales y normas particulares que regulan la presentación y elaboración de la información comprendida en los estados financieros de una entidad. Cuando se habla de las NIF, se hace referencia al conjunto de regulaciones establecidas por el CINIF (Consejo Mexicano de Normas de Información Financiera), desarrolladas con la finalidad de darle una estructura general a la presentación de los estados financieros. Una de sus finalidades es regular los procesos de los estados financieros
Estas normas tienen como propósito el estructurar la teoría contable, estableciendo los límites y condiciones de operación de dicho sistema de información. Además, sirven de marco regulador para la emisión de los estados financieros, haciendo más eficiente el proceso de elaboración y presentación de la información financiera, evitando o reduciendo con ello, las discrepancias de criterio que puedan resultar en diferencias sustanciales en los datos presentados.

## Elementos
Estas normas están integradas fundamentalmente por cuatro elementos: marco conceptual; NIF particulares; interpretaciones; y orientaciones, siendo los dos primeros los más importantes de ellos. El Marco Conceptual tendrá como objeto brindar las herramientas necesarias para generar un mayor entendimiento y puntos en común entre los usuarios para una mejor interpretación de los estados financieros. Por otro lado las normas particulares proporcionarán una estructura a los elementos que conformarán los estados financieros.
Dentro de los objetivos se define la estructura de las Normas de Información Financiera (NIF) y establece un enfoque general sobre el que se desarrollan el Marco Conceptual y las NIF particulares.
Su alcance se define como el ámbito de aplicabilidad que tiene; es decir será aplicable para todas las entidades que emitan estados financieros con base en las NIF.
Información Financiera es aquella información que emana de la contabilidad, es información cuantitativa, expresada en unidades monetarias y descriptiva, que muestra la posición y desempeño financiero de una entidad, cuyo objetivo esencial es el de ser útil al usuario general en la toma de sus decisiones económicas.
Marco conceptual el cual es un sistema coherente de objetivos y fundamentos interrelacionados y que sirven como sustento racional y teórico para el desarrollo de las NIF que proporcionan una terminología en común y estimulan el uso del juicio profesional en la solución de los problemas que surgen en la práctica contable.

## Estructura de las NIF (A1)
Esta norma introductoria tiene como propósito definir la estructura de las normas de información financiera y establecer el enfoque sobre el cual se pronuncian las normas conceptuales y particulares.
Dentro de esta primera NIF encontramos la definición que dan estas normas sobre el concepto de Contabilidad el cual lo define como una técnica que se utiliza para el registro de las operaciones que afectan económicamente a una entidad y que produce sistemática y estructuradamente información financiera. Las operaciones que afectan económicamente a una entidad incluyen las transacciones, transformaciones internas y otros eventos.

## Postulados básicos (A-2)
Las Normas de Información Financiera están compuestas por ocho
postulados básicos, los cuales guiarán el funcionamiento del sistema de información contable. Estos postulados son los siguientes:
Sustancia económica
Este postulado tiene como objetivo el captar la esencia económica en la delimitación, transacciones y operaciones del sistema de información contable, así como las transformaciones internas u otros eventos que afecten económicamente a una entidad.
Se requiere un reconocimiento contable de las transacciones, transformaciones internas y otros eventos que afectan económicamente a una entidad.
Entidad económica
La entidad económica es aquella unidad identificable que realiza actividades económicas integrada por combinaciones de recursos humanos, materiales y financieros (conjunto integrado de actividades económicas y recursos), los cuales son conducidos y administrados por un único centro de control el cual toma sus decisiones dirigidas hacia un fin específico.
Unidad identificable que realiza actividades económicas, constituida por combinaciones de recursos humanos, materiales y financieros, conducidos y administrados por un único centro de control que toma decisiones encaminadas al cumplimiento de los fines específicos para los que fue creada.
Negocio en marcha
En este postulado se presume la existencia permanente de la entidad económica, dentro de un horizonte de tiempo ilimitado, salvo se prueba en contrario.
Se presume en existencia permanente, dentro de un horizonte de tiempo ilimitado, salvo prueba en contrario, por lo que las cifras en el sistema de información contable, representan valores sistemáticamente obtenidos.
Devengación contable
son los efectos derivados de transacciones que lleva a cabo la entidad económica con otras entidades, así como transformaciones internas u otros eventos que la han afectado económicamente, las cuales deben reconocerse en su totalidad en el momento en el que ocurres independientemente de la fecha en que se consideren realizadas con un cierto fin contable.
Las operaciones, que la han afectado económicamente, deben reconocerse contablemente en su totalidad, en el momento en el que ocurren, independientemente de la fecha en que se consideren realizados para fines contables.
Asociación de costos y gastos con ingresos
Este postulado tiene como objeto reconocer y asociar cualquier costo o gasto incurrido dentro de un mismo período operacional con el ingreso que este haya generado, independiente mente de la fecha en el que se realizó.
Los costos y gastos de una entidad deben identificarse con el ingreso que generen en el mismo periodo, independientemente de la fecha en que se realicen.
Valuación
Este postulado tiene como objeto cuantificar en términos monetarios, atendiendo a los atributos del elemento a ser valuado, cualquier actividad económica que afecte a la entidad para determinar con mayor precisión el valor económico de los activos netos.
Los efectos financieros derivados de las transacciones, transformaciones internas y otros eventos, que afectan económicamente a la entidad, deben cuantificarse en términos monetarios.
Dualidad económica
Este postulado tiene como objeto mencionar que una entidad económica está constituida por recursos propios (activos) de la misma para generar un beneficio y de fuentes externas (pasivo y capital contable) que tienen el mismo fin.
La estructura financiera de una entidad económica está constituida por los recursos de los que dispone para la consecución de sus fines y por las fuentes para obtener dichos recursos, ya sean propias o ajenas.
Consistencia
Este postulado tiene como objeto que las operaciones similares de una entidad económica mantengan un mismo tratamiento contable, con la finalidad de ser comparables a través del tiempo.
Ante la existencia de operaciones similares en una entidad, debe corresponder un mismo tratamiento contable, el cual debe permanecer a través del tiempo, en tanto no cambie la esencia económica de las operaciones.

## Necesidades de los usuarios y objetivos de la información financiera (NIF A-3)
En esta norma se nos describen las dos principales entidades que pueden verse en la necesidad de utilizar las NIF con el propósito de generar información útil para cualquier usuario. Estos son: entidad lucrativa; entidad no lucrativa y usuario general. 
Una entidad lucrativa es aquella unidad identificable que realiza actividades económicas, constituida por combinaciones de recursos humanos materiales y financieros, conducidos y administrados por una autoridad que toma decisiones encaminadas a la consecución de los fines de lucro de la entidad, siendo su principal atributo, la intención de resarcir y retribuir a los inversionistas su inversión, a través de reembolsos o rendimientos.
Una entidad no lucrativa es aquella unidad identificable que realiza actividades económicas, constituida por la combinación de recursos humanos, materiales y financieros, coordinados por una autoridad que toma decisiones encaminadas a la consecución de los fines para los que fue creada, y que no resarce económicamente a sus donantes.
Los usuarios generales es cualquier ente involucrado en la actividad económica, presente o potencial, interesado en la información financiera de las entidades, para que en función a ella basa su toma de decisiones. Destinando sus recursos, comúnmente en efectivo, a consumos, ahorros y decisiones de inversión, donación o préstamo, para lo cual requiere de herramientas para su toma de decisiones.

## Características cualitativas de la información financiera (NIF A-4)
Con la finalidad de que la información financiera pueda brindar las herramientas necesarias a los usuarios, éstas deben contar con las siguientes características:  
Confiabilidad; es decir que debe ser congruente con las operaciones sucedidas.
Relevancia; que la información financiera debe influir en la toma de decisiones económicas de quienes la utilizan.
Comprensibilidad; debe facilitar su entendimiento a los usuarios generales.
Comparabilidad; identificar y analizar las diferencias y similitudes con la información de la misma entidad y con la de otras entidades.
La confiabilidad pretende que todas las transacciones realizadas por las diferentes entidades existentes cumplan con los estándares establecidos para que su contenido sea congruente.
Así mismo que sea veraz, sea representativa, tenga objetividad, sea verificable y que contenga información suficiente (características secundarias). Para que la información financiera tenga relevancia nos quiere decir que ésta ocupe un rol importante al momento de la toma de decisiones por parte de los usuarios.
Si esta información sigue las Normas de Información Financiera estará generando la siguiente característica, la comprensibilidad, ya que facilitará la interpretación de la misma para los usuarios generales.
Para que ésta sea comparable, así como la comprensibilidad, deberá apegarse a las NIF de tal modo que la información de una misma entidad se pueda comparar a través del tiempo.

## Elementos básicos de los estados financieros (A-5)
Esta Norma tiene como objetivo general que la información financiera debe ser útil para la toma de decisiones por parte de una amplia gama de usuarios interesados en la información de la entidad, por ello esta información debe ser presentada por medio de estados financieros. Los cuales poseen elementos básicos:
Balance General.- Es emitido tanto por las entidades lucrativas como por las entidades que tienen propósitos no lucrativos y se conforma por los elementos de activo, pasivo y capital contable (este último solo para entidades lucrativas).
Estado de Resultado Integral y Estado de Actividades.- El Estado de Resultado Integral es emitido por las entidades lucrativas y está integrado por: ingresos, costos y gastos, utilidad o pérdida neta, otros resultados integrales y resultado integral; mientras el Estado de Actividades es emitido por entidades no lucrativas y está integrado por ingresos, costos y gastos y por el cambio neto en el patrimonio contable.
Estado de Cambios en el Capital Contable.- Este estado financiero es emitido por entidades lucrativas y está conformado por los elementos de movimientos de propietarios, movimiento de reservas y resultado integral.

## Reconocimiento y valuación (A-6)
Esta norma tiene como objetivo principal establecer los criterios generales en la valuación, entendiendo evaluación la cuantificación monetaria de las operaciones que se reconocen como Activos, Pasivos y/o Capital en el sistema de información contable de la entidad; el reconocimiento inicial, el que ocurre cuando una operación se incorpora por primera vez en la información financiera al considerarse como devengada; y el reconocimiento posterior, el cual ocurre en una operación posterior al reconocimiento inicial que modifica el valor de los Activos, Pasivos y Capital. Es entonces que estos tres conceptos deben tener una uniformidad de criterios dentro de las operaciones de una entidad, para poder definir y estandarizar los conceptos básicos de valuación que forman parte de las normas particulares aplicables a los elementos integrantes de los estados financieros.

## Presentación y revelación (A-7)
La presentación de información financiera se refiere al modo de mostrar adecuadamente en los estados financieros y sus notas, los efectos derivados de las transacciones, transformaciones internas y otros eventos, que afectan económicamente a una entidad. Implica un proceso de análisis, interpretación, simplificación, abstracción y agrupación de información de los estados financieros, para que éstos sean útiles en la toma de decisiones de los usuarios en general.
La revelación son los criterios de aplicación de las normas particulares, que la administración de una entidad considera como los más apropiados en sus circunstancias para presentar razonablemente la información contenida en los estados financieros básicos.

## Supletoriedad (A-8)
Para poder explicar el objetivo de esta norma, primero tenemos que definir el significado de supletoriedad. Este término es aplicado cuando se utiliza un grupo de normas que no son las Normas de Información Financiera, pero que sin embargo cumplen con los mismo requisitos de presentación. Otro tipo de normas que pueden ser utilizadas son: NIIF (Normas Internacionales de Información Financiera); y  NIC (Normas Internacionales de Contabilidad). el objetivo de esta Norma es establecer las bases para la supletoriedad a NIIF, considerando que al hacerlo, se prepara información con base a ellas.
Existirá supletoriedad cuando la ausencia de las NIF esté cubierta por otro cuerpo normativo distinto al mexicano.

## Conceptos relevantes
- IASB (International Accounting Standards Board) / Consejo de Normas Internacionales de Contabilidad.
- IMCP (Instituto Mexicano de Contadores Públicos).
- CINIF (Consejo Mexicano de Normas de Información Financiera).
- CPC (Comisión de Principios de Contabilidad).
- PCGA (Principios de Contabilidad Generalmente Aceptados).